# TV+
TV+ (UCV Television) è un'emittente televisiva nazionale cilena. Creata nel 1957, è l'emittente televisiva più vecchia in Cile.

## Principali programmi
- Alerta en Chile: Programma investigativo condotto da Savka Pollak.
- Cambio de peso
- Código urbano
- Esto es noticia
- En portada
- En portada News
- Chela Huei
- Explora
- Lo peor de mi vida
- Se busca, historias verdaderas
- Secreto a voces
- UCV Televisión noticias
- ¿Por qué no te ríes?
- WWE RAW
- WWE SMACK DOWN
- WWE PPVS

## Canali affiliati
- Canal Regional
- Canal 7
- Canal 4
- Canal 5